# リー郡 (ミシシッピ州)
リー郡（英: Lee County）は、アメリカ合衆国ミシシッピ州の北東部に位置する郡である。人口は8万3343人（2020年）。郡庁所在地はテューペロであり、同郡で人口最大の都市である。リー郡は1866年10月26日に、イタワンバ郡とポントトク郡の一部を合わせて設立された。郡名はアメリカ連合国軍の総司令官ロバート・E・リーに因んで名付けられた。
リー郡はテューペロ小都市圏の中にある。

## 歴史
1866年、ミシシッピ州議会がイタワンバ郡とポントトク郡から分離してリー郡を作った。母体となった2郡の歴史的な記録と開拓者のリストには、現在リー郡となった所に住んでいた多くの者のものが含まれている。

## 地理
アメリカ合衆国国勢調査局に拠れば、郡域全面積は453.14平方マイル (1,173.6 km2)であり、このうち陸地449.59平方マイル (1,164.4 km2)、水域は3.55平方マイル (9.2 km2)で水域率は0.78%である。

### 主要高規格道路
- アメリカ国道45号線
- アメリカ国道78号線
- ミシシッピ州道6号線
- ナチェズ・トレイス・パークウェイ

### 隣接する郡
- プレンティス郡 - 北
- イタワンバ郡 - 東
- モンロー郡 - 南東
- チカソー郡 - 南西
- ポントトク郡 - 西
- ユニオン郡 - 北西

### 国立保護地域
- ブライス交差点の戦い国立戦場跡
- ナチェズ・トレイス・パークウェイ（部分）
- トゥーペロの戦い国立戦場跡

## 人口動態
以下は2000年国勢調査による人口統計データである。
| 基礎データ - 人口: 75,755人 - 世帯数: 29,200 世帯 - 家族数: 20,819 家族 - 人口密度: 65人/km2（168人/mi2） - 住居数: 31,887軒 - 住居密度: 27軒/km2（71軒/mi2） 人種別人口構成 - 白人: 73.66% - アフリカン・アメリカン: 24.51% - ネイティブ・アメリカン: 0.13% - アジア人: 0.52% - 太平洋諸島系: 0.01% - その他の人種: 0.43% - 混血: 0.74% - ヒスパニック・ラテン系: 1.16% 年齢別人口構成 - 18歳未満: 27.7% - 18-24歳: 8.5% - 25-44歳: 30.5% - 45-64歳: 21.8% - 65歳以上: 11.5% - 年齢の中央値: 35歳 - 性比（女性100人あたり男性の人口） - 総人口: 92.3 - 18歳以上: 87.5 | 世帯と家族（対世帯数） - 18歳未満の子供がいる: 36.1% - 結婚・同居している夫婦: 52.6% - 未婚・離婚・死別女性が世帯主: 14.6% - 非家族世帯: 28.7% - 単身世帯: 25.0% - 65歳以上の老人1人暮らし: 8.5% - 平均構成人数 - 世帯: 2.55人 - 家族: 3.05人 収入と家計 - 収入の中央値 - 世帯: 36,165米ドル - 家族: 43,149米ドル - 性別 - 男性: 31,039米ドル - 女性: 22,235米ドル - 人口1人あたり収入: 18,956米ドル（州内第4位） - 貧困線以下 - 対人口: 13.4% - 対家族数: 10.5% - 18歳未満: 17.9% - 65歳以上: 15.5% |

## 都市と町

### 都市
- テューペロ - 郡庁所在地
- ベローナ
- ボールドウィン（一部はプレンティス郡）

### 町
| - ガンタウン - ネトルトン（一部はモンロー郡） | - プランターズビル - サルティロ | - シャノン - シャーマン（大半はポントトク郡、小部分がユニオン郡） |

### 未編入の町
- ムーアビル